# Culver’s
Culver’s ist eine US-amerikanische Schnellrestaurantkette mit Geschäftssitz in Prairie du Sac, Wisconsin.

## Geschichte
Das erste Culver’s wurde 1984 in Sauk City, Wisconsin vom Ehepaar George und Ruth Culver sowie deren Sohn Craig und seiner Frau Lea eröffnet. Das familiäre Konzept der Culver’s-Restaurants kam gut an und fand zunehmende Verbreitung. So gab es 1993 erst 13 weitere Culver’s-Filialen. Doch 1995 begann Culver’s über die Staatsgrenzen hinauszugreifen und eröffnete Filialen in Illinois und Minnesota. Im Jahr 2023 besaß Culver’s 949 Filialen in 26 US-Bundesstaaten, wobei der größte Anteil mit 149 Standorten auf Wisconsin entfällt. Die meisten Filialen basieren auf dem Franchising-Prinzip.

## Angebot

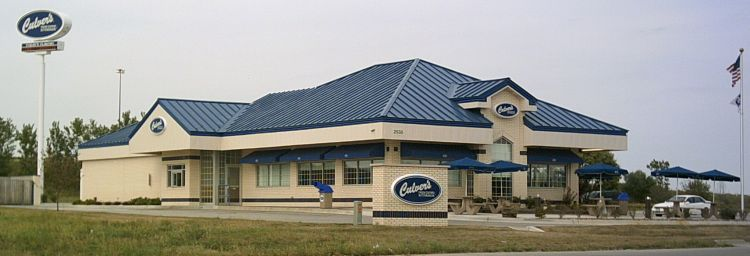
Culver’s-Filiale in Altoona, Iowa

Culver’s Zugpferd ist der „ButterBurger“, der nach dem gebutterten Bun (Hamburgerbrötchen), auf dem er serviert wird, benannt ist. Ebenfalls eine Spezialität von Culver’s sind die Frozen Custards, eine Art Eiscreme mit viel Eigelb und hohem Fettgehalt, die in den Geschmacksrichtungen Schokolade oder Vanille serviert wird, sowie einer Flavor of the Day-Variante, die sich pro Filiale täglich unterscheidet. Des Weiteren enthält die Speisekarte des Culver’s frische Salate, diverse Sandwiches, Quarkspeisen, Huhn und ein eigenes Root Beer. Von fast jedem Produkt wird auch eine fettarme Variante angeboten.